# الخيل في قطر

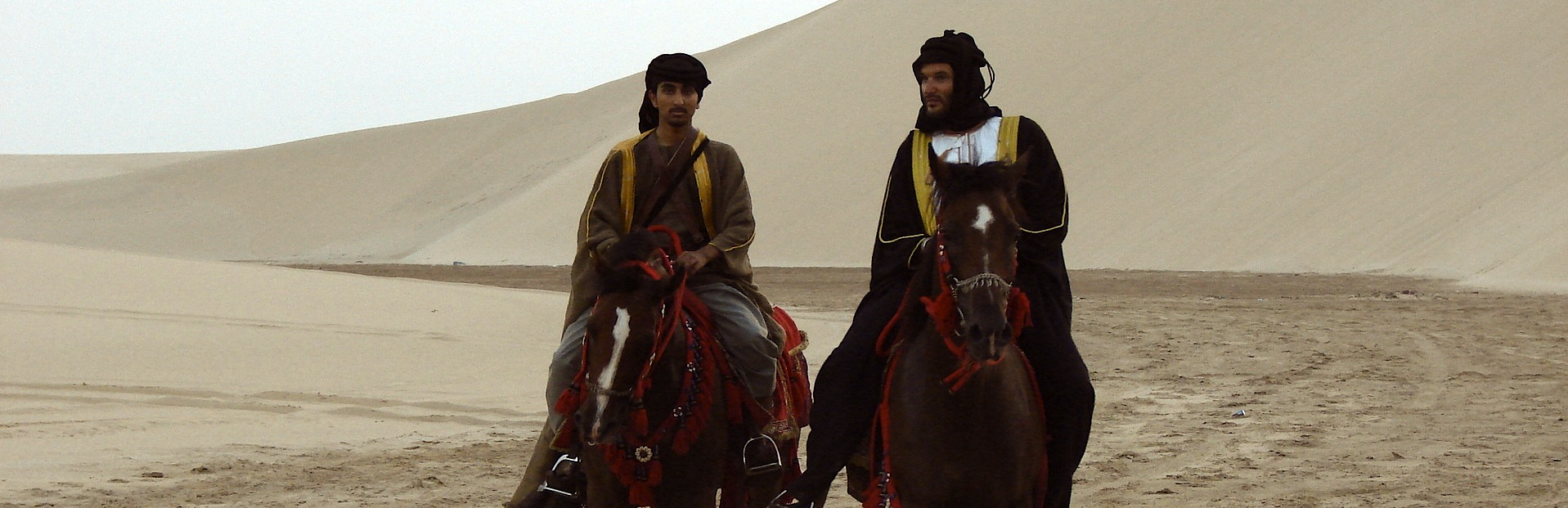
فرسان قطريون يعيدون بناء مشهد تاريخي.

الخيل في قطر له أهمية اقتصادية وثقافية كبيرة. بعد حصول هذه الإمارة على الاستقلال في عام 1971، والأسرة الحاكمة آل ثاني تستثمرت لرفع اسم دولة قطر بين اللاعبين الرئيسيين في رياضة سباق الخيل وأنشطة الفروسية. تم تأسيس نادي السباق والفروسية في عام 1975، وكذلك اسطبلات الشقب المرموقة في عام 1992. يوجد في قطر الآن فرسان رفيعو المستوى وخيول عربية أصيلة مشهورة عالمياً. كما أن قطر تنظيم سباقات الخيول الأصيلة ومسابقات رياضية الفروسية المهمة، مثل جولة الأبطال العالمية ومسابقات التحمل الدولية، في القرن الواحد والعشرين. إذا كان ركوب الخيل أقل حضوراً مما هو عليه في الدول العربية المجاورة، فإن العائلة الحاكمة في قطر تهدف إلى الاستثمار بشكل مكثف في هذا المجال. كما أن ظهور قطر على الساحة الدولية للفروسية جلب الأنظار بسبب قضايا وشكوك حول تعاطي المنشطات، لا سيما في مجال القدرة على التحمل والسباقات.

## قصة

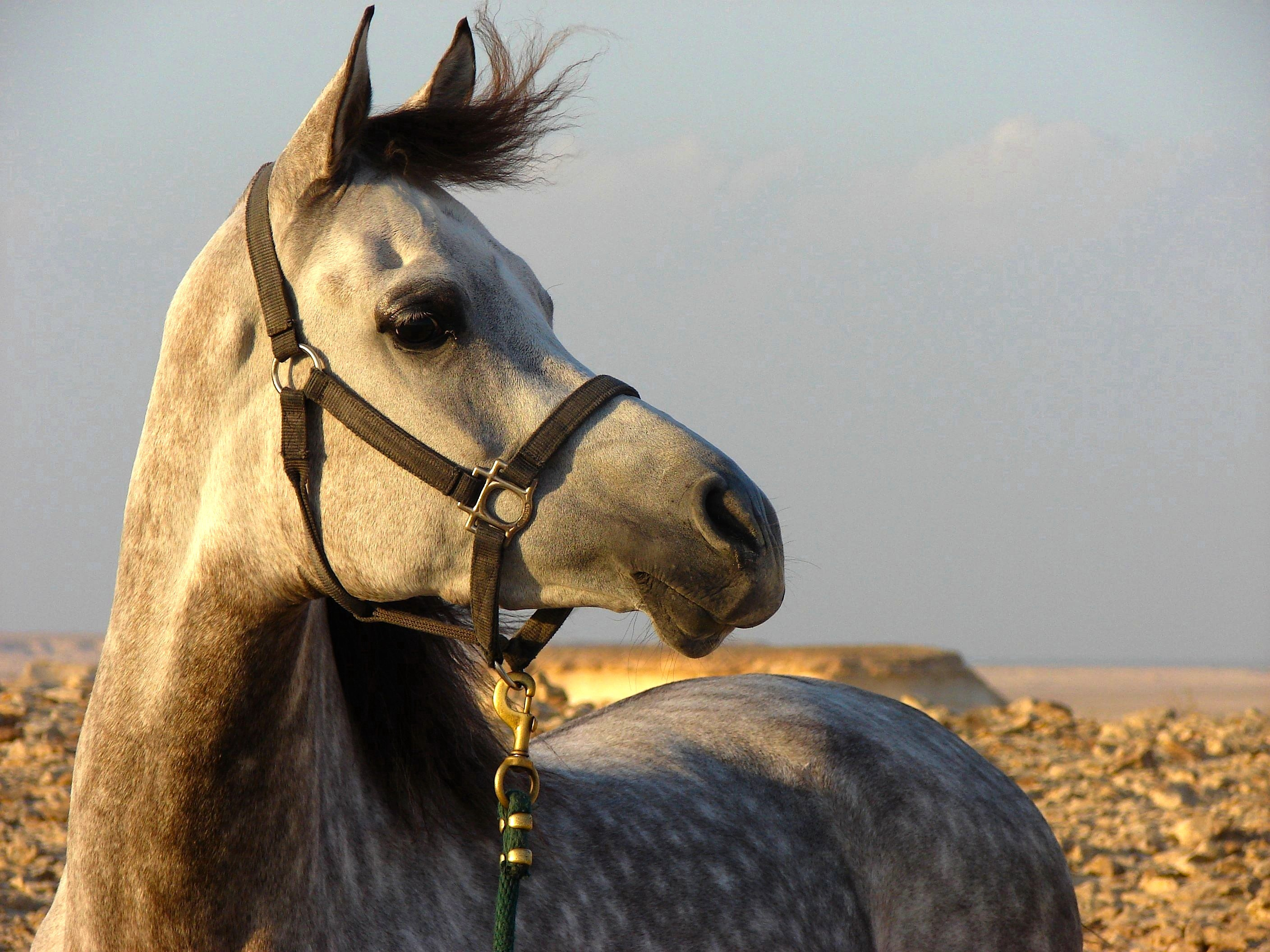
حصان عربي في صحراء قطر.

في عهد الأمويين والعباسيين، ازدهرت تجارة الخيول في أراضي ما يعرف الآن بدولة قطر. تم تربية الخيول العربية الأصيلة هناك منذ 400 عام على الأقل. هاجر أسلاف الأسرة الحاكمة داخل شبه الجزيرة العربية بفضل خيولهم العربية التي لعبت دورًا مهمًا في ظروف معيشتهم. يعود الفضل في استقلال هذه الدولة الصغيرة إلى جيوش الشيخ جاسم بن محمد آل ثاني، الذي طرد العثمانيين عام 1893. في عام 1907، تم احصاء 250 حصانًا في هذه المنطقة ذات الكثافة السكانية المنخفضة جدًا، مقابل 1430 جمل.
في الثلاثينيات من القرن الماضي، كانت القبائل لا تزال تمارس بشكل أساسي تربية الخيول والجمال. يستمد الشعب القطري من هذا الماضي الطويل لترحال الرعوي ارتباطًا وثيقًا بهذا الحيوان، الذي يُعتبر هدية فاخرة. عندما حصلت الإمارة على استقلالها (1971) بعد أن بدأت في إثراء نفسها بفضل الغاز والنفط، سرعان ما تجسدت الرغبة في تطوير استثمارات في مجال الخيل والفروسية. تم إنشاء نادي السباق والفروسية في عام 1975، بهدف تنظيم سباقات الخيول في قطر وتشجيع تربية الخيول الأصيلة. يعد تطوير إسطبلات ركوب الخيل وركوب الفرس القزم شيء أكثر حداثة، حيث يعود تاريخه إلى بداية القرن الواحد والعشرين  بالإضافة إلى ذلك صدرت الخيول الأولى من هذه الدولة.
في عام 2006، استثمر الشيخ عبد الله بن خليفة آل ثاني في بناء مضمار سباق يعد الأول من نوعه. في سبتمبر 2009 قدم أمير قطر حمد بن خليفة آل ثاني تمثالاً صغيراً على شكل حصان ذهبي للصحفي العراقي منتظر الزيدي الذي ألقى حذائه على رئيس الولايات المتحدة آنذاك، جورج دبليو بوش. في عام 2011، أصبحت إسطبلات الشقب مجمعًا رياضيًا متميزًا. حيث تعد إحدى الحجج الرئيسية لدولة قطر لدعم ترشحها لتنظيم ألعاب الفروسية العالمية في عام 2022، حيث أنها في حال نظمت البطولة يجب أن تستضيف في نهاية المطاف جميع رياضات الفروسية المعترف بها، بما في ذلك السباقات والقفز وسباق العربات، وهي الرياضة التي لا تُمارس حاليًا في قطر. يعتبر ركوب الخيل من أكثر الرياضات شعبية في قطر إلى جانب كرة القدم والتنس والسباحة  توصف مرافق الدوحة للسباقات والفروسية بأنها «فرعونية». يتم تنظيم مهرجان دولي للفروسية في شهر فبراير من كل سنة. وتجرى به سبعة سباقات غنية بالموهبة، وأكثرها شهرة هو سباق «سيف الأمير». هذا الحدث فرصة لتقديم أفضل الخيول العربية والإنجليزية في الدولة.

## تربية السلالات العربية الأصيلة

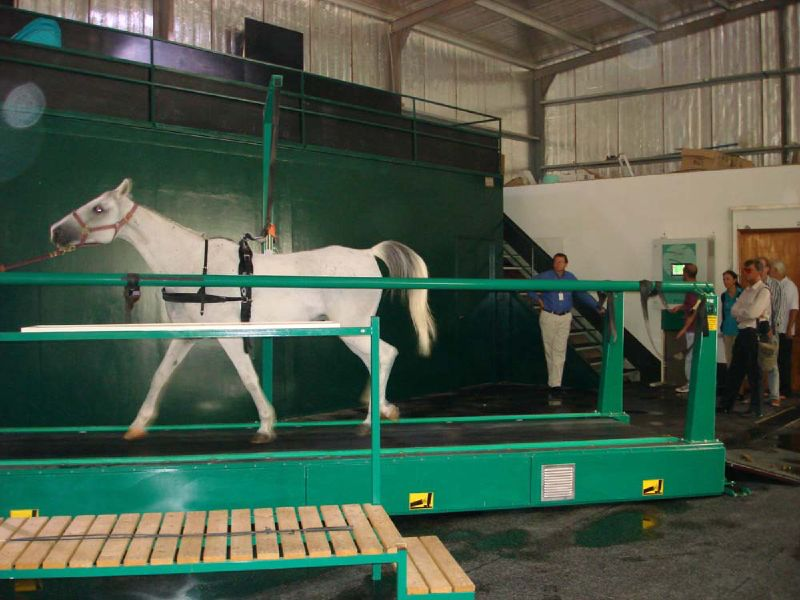
حصان عربي قطري على جهاز الجري

يتم تربية سلالاتين من الخيول في قطر، الأصيل والأصيل العربي. الأول مخصص بشكل أساسي لسباقات العدو، والثاني مخصص للمهرجانات والعروض الدولية للسلالة. في عام 1988، أصبحت مزرعة أم قرن (قبل ذلك كانت مخصصة لإنتاج الدواجن ) مخصصة لتربية سلالات عربية أصيلة لسباقات والتحمل. أقيمت إسطبلات الشقب، التي تأسست عام 1992 في الريان، في موقع معركة الشيخ جاسم بن محمد آل ثاني ضد العثمانيين. تعد الإسطبلات رائدة في تربية الخيول العربية الأصيلة في قطر، حيث قدمت العديد من أبطال العالم من السلالة، مثل الحصان مروان الشقب. لإطعام أثمن خيولهم، لا يتردد القطريون في استيراد التبن الفرنسي الجيد وإحضاره بالطائرة.
يستقطب معرض الخيل العربي الدولي الذي ينظم كل عام جزء كبير من طبقة النخبة الاجتماعية القطرية. إن تنمية السلالة العربية وتربية إسطبلات الشقب من أولويات الأمير. الذي يمول المعدات الفاخرة المستعملة لتربية هذه الخيول، مثل المطاحن وأحواض السباحة.

## رياضة الخيل

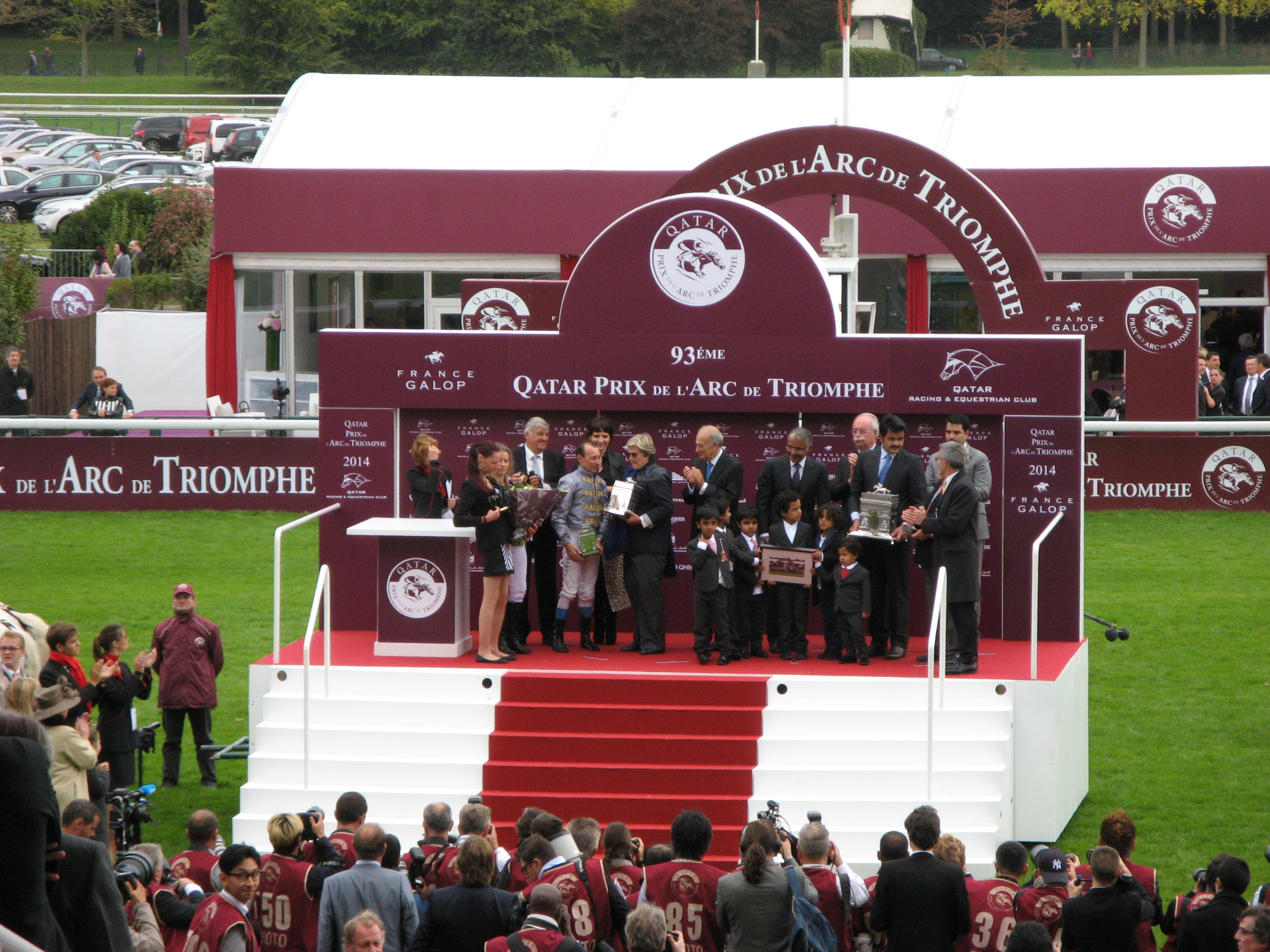
منح جائزة قطر قوس النصر 2014.

تستثمر الأسرة الحاكمة بكثافة في مجال سباق الخيل. طموحها هو أن تصبح مالكة لأنجح قطاع للفروسية في العالم. يتم تنظيم القطاع من قبل نادي السباق والفروسية، وهو إسطبل في جنوب العاصمة القطرية الدوحة. تتجسد استثمارات قطر من خلال شراء مزارع الخيول في أوروبا لتربية الخيول الأصيلة، ورعاية (مع إطلاق الأسماء) السباقات. أصبحت جائزة قوس النصر (بالفرنسية: Prix de l'Arc de Triomphe)‏ في عام 2008 (حتى عام 2022) تسمى جائزة قطر لقوس النصر مع مضاعفة الجائزة، مما يجعل السباق أفضل سباق خيل من حيث الجوائز في أوروبا. ويحظى سباق الخيل للأبطال (بالإنجليزية: Champion Stakes)‏، وهو السباق البريطاني الأكثر سخاءً، بدعم كيبكو، وهي مجموعة استثمارية قطرية. أصبح مهرجان جودوود في إنجلترا يسمى مهرجان قطر جودوود اعتبارًا من عام 2015.
تشتري قطر أفضل خيول السباق. مثلًا تريف (بالفرنسية: Trêve)‏ الفرس التي فازت بقوس النصر لعامي 2013 و2014، والتي أصبحت ملكًا للأمير عبد الله جوعان آل ثاني، أحد أبناء الأمير،، مقابل مبلغ يتراوح بين 8 و 10 ملايين يورو. هناك تنافس بين آل ثاني على التفوق في سباق الخيل. صاحب أكبر استثمار في فرنسا هو عبد الله بن خليفة آل ثاني، عم الأمير الحالي تميم بن حمد آل ثاني. اشترت العائلة المالكة القطرية بعض من أفضل مناطق تربية الخيل الأصيل، خاصة في نورماندي. حيث تمتلك العائلة أحد أقدم مزارع الخيول في أوج، الواقعة ببلدية فيكتور بونفول مع قلعتها من القرن السادس عشر، وتقع في كالفادوس  وتم الحصول عليها بحوالي عشرة ملايين يورو. لا يتردد مسؤولو الفروسية الفرنسيون في تقديم دعوات وجبات العشاء والرحلات البحرية لأفراد عائلة آل ثاني.

## رياضة الفروسية

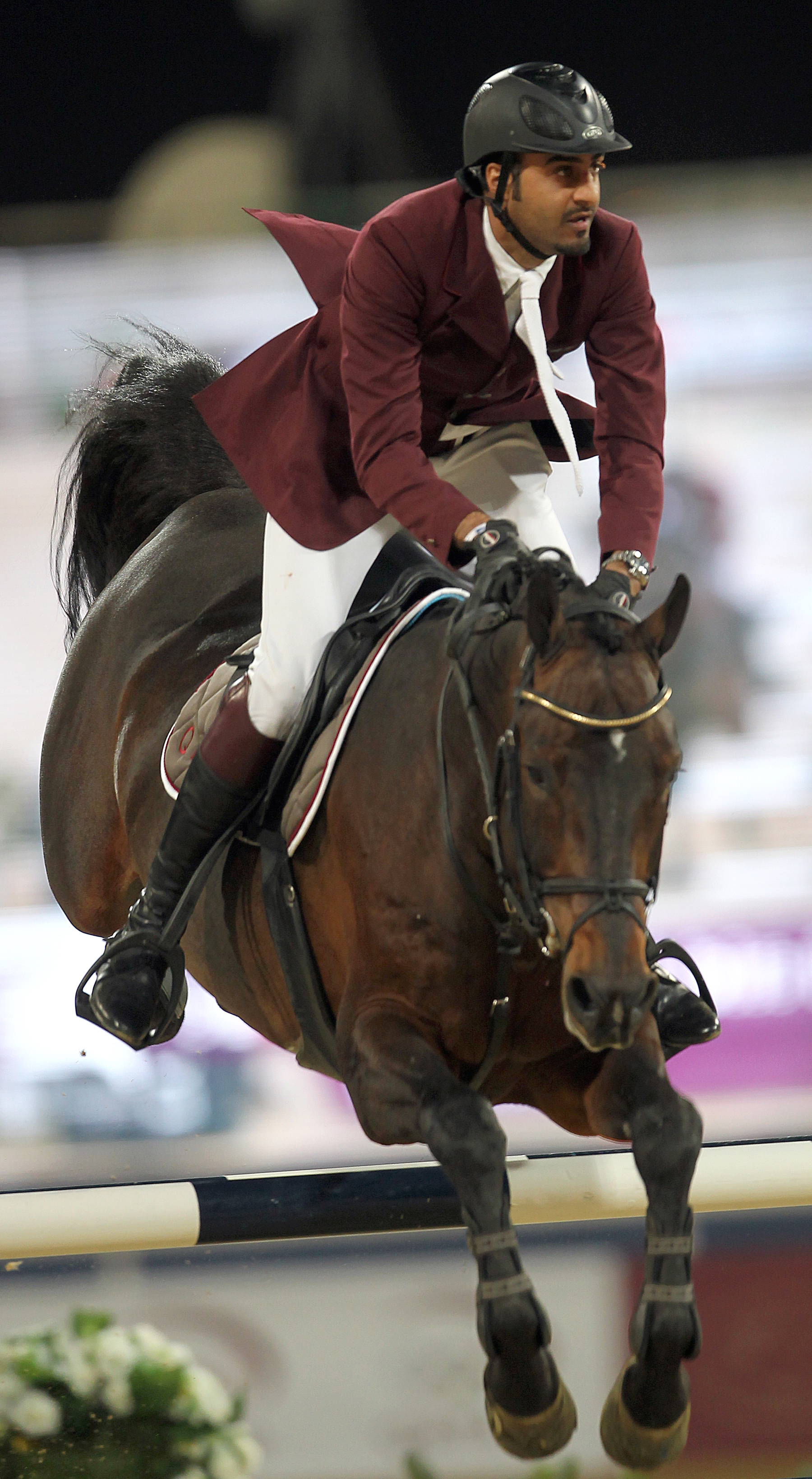
الشيخ علي بن خالد آل ثاني خلال افتتاح جولة أبطال العالم 2012 بالدوحة.

الغالبية العظمى من الخيالة القطريين هم من الرجال، ولكن يمكن للسيدات أيضًا التنافس على أعلى مستوى. تمثل السيدات حوالي 10٪ من الرياضيين العالميين في سباقات الفروسية المتنافسون بألوان قطر عام 2013 بحسب الاتحاد الدولي للفروسية. تتواجد الدولة بشكل أساسي في تخصصين، سباق قدرة التحمل وقفز الحواجز.

### سباق التحمل
يعتبر سباق القدرة على التحمل من أشهر رياضة الفروسية في قطر. يتم تنظيمه تحت إشراف لجنة قطر لقوة التحمل، والتي تأسست منذ عام 1994 وهي جزء من نادي السباق والفروسية. اقيم سباق التحمل الأول في الإمارة في 25 مارس 1994 بين راس لفان والرويس لمسافة 42 كلم تحت اسم (سباق الصحراء الأول القطري). يتم إجراء سباقين فقط من سباقات التحمل القصيرة نسبيًا كل عام. تطور مجال السباقات منذ عام 2004، عندما تم إلحاق لجنة قوة التحمل القطرية باللجنة الأولمبية القطرية. منذ ذلك الحين، يتم تنظيم حوالي خمسة عشر سباقًا كل عام. من بين أهمها، ماراثون الصحراء للفروسية، والذي يتم على مسافة 120 كلم على الرمال.
من المحتمل أن يكون تطوير سباق القدرة على التحمل في قطر متجذرًا في تنافس مع الأسرة الحاكمة في دبي، آل مكتوم، الذين أصبحوا أبطال العالم بعد شراء أفضل الخيول السباقات. القطريون الراغبون في استعادة اللقب من عائلة آل مكتوم، استثمروا بكثافة في هذه الرياضة، لا سيما من خلال شراء الخيول الفرنسية. يقارن راكبو التحمل الفرنسيون هذا الوضع بـقولهم «تم شراء كل فرق القسم الأول من قطر ودبي». أصبحت الدولة وصيف بطل العالم في سباق الخيل للفرق في عام 2008. فاز عبد الرحمن سعد السليطين بميدالية برونزية فردية في دورة الألعاب العالمية للفروسية 2014.

### قفز الحواجز
في قفز الحواجز، بدأت قطر تثبت نفسها على الساحة الدولية. وشهدت دورة الألعاب الآسيوية لعام 2006، التي أقيمت في الدوحة، فوز الفارس علي يوسف أحمد سعد الرميحي، الذي فاز بالميدالية الذهبية في سباق الفردي بفحل يدعى ناغانو. شهدت دورة الألعاب العربية لعام 2011 أيضًا حصول قطر على المركز الثاني في المجال. تشتري الدولة العديد من خيول الجائزة الكبرى (Grand Prix) ، مثلًا الفرس المسمات كيليموا دو بيبيتا التي تنتمي للفارس الفرنسي ميشيل روبرت (2011)، زورو زي، كاستيليون إل، أومبيو (2010)  و بلوت دلون (بمجموع 11 مليون يورو) وهي مؤتمنة بحوزة علي يوسف أحمد سعد الرميحي. بالإضافة إلى ذلك تم الاستحواذ على الفرس أوتشا في ديسمبر 2013 التي عهد بها إلى الفارس خالد محمد العمادي.
تستضيف العاصمة الدوحة نهائي جولة أبطال العالم منذ العام 2013. في فبراير 2014، كان أفضل فارس لسباق الحواجز هو الشيخ علي بن خالد آل ثاني، الذي تقدم إلى المركز 93 المرتبة العالمية  بعد هذا التقدم الكبير خلال موسم 2012-2013، والتي تحققت بارتفاع 151 مرتبة. قيل أنه أصبح فارس (تحت أنظار) الاتحاد الدولي للفروسية. في الواقع، قطر هي واحدة من البلدان التي يتطور فيها سباق قفز الحواجز.
لا تقتصر سياسة الاستثمار في هذا المجال على شراء أفضل الخيول، حيث إنها تتضمن تدريبًا شاملاً وجد طموح للفرسان القطريين. في يونيو 2014، ولأول مرة، فاز المتسابق القطري باسم حسن محمد بالجائزة الكبرى لجولة أبطال العالم (في موناكو). الفريق القطري لقفز الحواج، الذي يدربه جان توبس، صعد تدريجياً سلم السباقات ويحقق الآن انتصارات دولية مهمة. فاز الفريق بتأهله لدورة الألعاب الأولمبية 2016 في فبراير 2015، في كأس أبوظبي.

## الحصان في الثقافة المحلية
كان للحصان، ولا سيما العربي، دائمًا مكانة عظيمة في الثقافة المحلية. ويرجع هذا بشكل خاص إلى تأثير الدين الإسلامي حيث ذكرت كلمة «الخيل» خمس مرات في القرآن الكريم ووصفت بأنها زينة «سورة النحل، آيه 6»، كما يأتي ذكر الخيل في أحاديث الرسول صلى الله عليه وسلم مدحاً وتكريماً امتداداً لفضلها. من جهة أخرى التراث الثقافي لأمراء قطر: حيث يعتبر ركوب الخيل والصقارة من الممارسات التقليدية التي تمجد تاريخ قطر وتراثها القبلي. يوضح هذا الماضي استثمار دول الخليج في أنشطة الفروسية وركوب الخيل. ومع ذلك، فقد تغير مفهوم الحصان خلال القرن الماضي.: في السابق كان هدية ثمينة، والأن أصبح الحصان (قاعدة) لتعزيز صورة الأسرة الحاكمة وكذلك (منتوج إستهلاكي رائج).

## الخلافات
ترافق وصول قطر على الساحة الدولية للفروسية وسباق الخيل، بجدل حول تصرفات الفرسان والمستثمرين. تم اختبار الخيول القطرية لتعاطي المنشطات عدة مرات في سباقات التحمل. تشمل الفضائح أيضًا خيولًا ماتت من الإرهاق بعد هذه السباقات. تضاعفت في عامي 2012 و 2013. بنسبة 80٪ حالات المنشطات المكتشفة في سباقات التحمل تتعلق بالفرسان من الشرق الأوسط، ولا سيما من الإمارات العربية المتحدة والبحرين وقطر،,. وقد أشارت العديد من اتحادات الفروسية الأوروبية إلى هذه المشكلات في علاج خيول التحمل. في يونيو 2015، رد الاتحاد الدولي للفروسية بإدانة ناصر خليفة آل ثاني بمنعه من المنافسة لمدة 27 شهرًا، بسبب اختبار كشف إيجابي على حصانه كاسبر بروكلي خلال سباق 120 كيلومترًا الذي أقيم في الدوحة في أبريل 2014.
مشكلة أخرى تكمن في مناخ قطر الذي لا يصلح لممارسة رياضة الفروسية أو لرفاهية الخيول.
وبالمثل، تسببت استثمارات قطر في رياضة الفروسية وسباق الخيل الفرنسية في القلق. كانت الفرس كيليموا دو بيبيتا، التي اشتراها الشيخ علي بن خالد آل ثاني من ميشيل روبرت، جزءًا من فرص حصول فرنسا على الميدالية في دورة الألعاب الأولمبية 2012,. في حين أن بعض الفرسان الفرنسيين ينظرون إلى مشتريات قطر بعين سلبية، فإن آخرين، مثل ميشيل هيكارت، يؤيدونها .يعتقد بعض الفرنسيين الفاعليين في سباق الخيل أيضًا أن احتكار القطريين لأفضل السباقات الفرنسية تسبب في إغلاق أفضل سباقات الخيل أمام المدربين الفرنسيين.

## مذكرات ومراجع
1. 1 2  Rahman 2012.
2. 1 2  Al Thani 2012.
3. ↑  "Arabian Horse in Qatar" (بالإنجليزية). Al Shaqab. Archived from the original on 2021-01-16. Retrieved 15 juin 2015. {{استشهاد ويب}}: تحقق من التاريخ في: |تاريخ الوصول= (help).
4. 1 2 3 4 5 6 7 8  Mayrand 2014.
5. 1 2 3 4  "Le Qatar dans la course aux pur-sang". L'Expansion. 3 octobre 2013. مؤرشف من الأصل في 2021-03-06. اطلع عليه بتاريخ 11 juin 2015. {{استشهاد ويب}}: تحقق من التاريخ في: |تاريخ الوصول= (مساعدة).
6. ↑  "Qatar Racing & Equestrian Club : history" (بالإنجليزية). QREC. Archived from the original on 2015-09-03. Retrieved 11 juin 2015. {{استشهاد ويب}}: تحقق من التاريخ في: |تاريخ الوصول= (help).
7. ↑  "Iraqi shoe thrower Muntazer al-Zaidi's haul of gifts" (بالإنجليزية). The Telegraph. 15 septembre 2009. Archived from the original on 2021-01-25. {{استشهاد ويب}}: تحقق من التاريخ في: |تاريخ= (help).
8. ↑  "Le Qatar veut les JEM en 2022". Grand Prix Replay. 16 mars 2014. مؤرشف من الأصل في 2015-06-17. اطلع عليه بتاريخ 16 juin 2015. {{استشهاد ويب}}: تحقق من التاريخ في: |تاريخ الوصول= و|تاريخ= (مساعدة).
9. ↑  Jeune Afrique, compil. numéros 2469 à 2477, Cidcom/Le Groupe Jeune Afrique, 2008, p. 45.
10. ↑  {{استشهاد ويب/فرنسي|url=https://www.ouest-france.fr/lequitation-autre-dada-du-qatar-2774791%7Ctitre=L'équitation, autre dada du Qatar|date=22 Août 2014|éditeur=Ouest-France|auteur=Sébastien Duval|consulté le=15 juin 2015. "نسخة مؤرشفة". مؤرشف من الأصل في 2021-08-31. اطلع عليه بتاريخ 2021-09-01.{{استشهاد ويب}}:  صيانة الاستشهاد: BOT: original URL status unknown (link)
11. ↑  Dominique Auzias, Jean-Paul Labourdette et Collectif, Qatar 2013-2014, Petit Futé, 2012, (ردمك 2746957590، وردمك 9782746957596), p. 54.
12. ↑  "Les yeux de la planète courses tournés vers le Qatar". Equidia Live. 24 février 2015. مؤرشف من الأصل في 2016-03-03. اطلع عليه بتاريخ 17 juin 2015. {{استشهاد ويب}}: تحقق من التاريخ في: |تاريخ الوصول= و|تاريخ= (مساعدة).
13. ↑  Ragaei el Mallakh (2015). Qatar (RLE Economy of Middle East) : Development of an Oil Economy. The Economy of the Middle East (بالإنجليزية). Routledge. p. 90-91. ISBN:9781317592358..
14. ↑  The Equine Athlete (بالإنجليزية). Veterinary Practice Publishing Company. Vol. 7 à 11. 1994. p. cxvi..
15. ↑  "Des métiers". Chambre d'agriculture des Bouches-du-Rhône. مؤرشف من الأصل في 2015-06-14. اطلع عليه بتاريخ 13 juin 2015. {{استشهاد ويب}}: تحقق من التاريخ في: |تاريخ الوصول= (مساعدة).
16. ↑  David Chaddock (2006). Qatar. Business traveller's handbook (بالإنجليزية). Stacey International. p. 32. ISBN:9781905299058..
17. ↑  Tamra Orr (2007). Qatar. Cultures of the World (بالإنجليزية). Marshall Cavendish. p. 57. ISBN:9780761425663..
18. ↑  "Le Prix de l'Arc de Triomphe, premier dada sportif du Qatar". Le Figaro. 06 octobre 2012. مؤرشف من الأصل في 2018-10-04. اطلع عليه بتاريخ 15 juin 2015. {{استشهاد ويب}}: تحقق من التاريخ في: |تاريخ الوصول= (مساعدة).
19. ↑  "Qatar adds Goodwood to growing stable". CNN. 3 janvier 2015. مؤرشف من الأصل في 2018-12-11. اطلع عليه بتاريخ 17 juin 2015. {{استشهاد ويب}}: تحقق من التاريخ في: |تاريخ الوصول= و|تاريخ= (مساعدة).
20. 1 2  Beau & Bourget 2013.
21. ↑  "Cheikh Abdullah Bin Khalifa Al Thani: le plus francophile des Al Thani". Equidia Live. 15 juillet 2014. مؤرشف من الأصل في 2015-09-24. اطلع عليه بتاريخ 12 juin 2015. {{استشهاد ويب}}: تحقق من التاريخ في: |تاريخ الوصول= و|تاريخ= (مساعدة).
22. ↑  "Ma fortune pour un cheval". Bilan. 19 janvier 2014. مؤرشف من الأصل في 2018-10-05. اطلع عليه بتاريخ 12 juin 2015. {{استشهاد ويب}}: تحقق من التاريخ في: |تاريخ الوصول= و|تاريخ= (مساعدة).
23. ↑  "Haras de Victot. Vendu au cheikh du Qatar, Abdullah Al-Thani". 21 Mars 2014. مؤرشف من الأصل في 2015-09-24. اطلع عليه بتاريخ 12 juin 2015. {{استشهاد ويب}}: تحقق من التاريخ في: |تاريخ الوصول= و|تاريخ= (مساعدة).
24. 1 2  "Malaise dans le monde des courses à la veille du Prix de l'Arc de Triomphe". blogs.mediapart.fr. 3 octobre 2014. مؤرشف من الأصل في 2015-07-08. اطلع عليه بتاريخ 12 juin 2015. {{استشهاد ويب}}: تحقق من التاريخ في: |تاريخ الوصول= (مساعدة).
25. ↑  "Endurance Committee" (بالإنجليزية). Qatar Endurance. Archived from the original on 2018-01-30. Retrieved 16 juin 2015. {{استشهاد ويب}}: تحقق من التاريخ في: |تاريخ الوصول= (help).
26. ↑  "Desert riders uphold ancient tradition" (بالإنجليزية). CNN. 28 février 2012. Archived from the original on 2021-08-09. Retrieved 16 juin 2015. {{استشهاد ويب}}: تحقق من التاريخ في: |تاريخ الوصول= and |تاريخ= (help).
27. ↑  "Endurance - Classement individuel" (PDF). normandie2014.com. 28 août 2014. مؤرشف من الأصل (PDF) في 2014-12-16. اطلع عليه بتاريخ 29 août 2014. {{استشهاد ويب}}: تحقق من التاريخ في: |تاريخ الوصول= و|تاريخ= (مساعدة).
28. ↑  "5th Asian games, Doha (Qat) : Jumping" (بالإنجليزية). الاتحاد الدولي للفروسية. 11 décembre 2006. Archived from the original on 2016-06-24. Retrieved 16 juin 2015. {{استشهاد ويب}}: تحقق من التاريخ في: |تاريخ الوصول= and |تاريخ= (help).
29. ↑  "Rolex One to watch avril : le Qatar en pointe". Grand Prix Replay. 11 avril 2012. مؤرشف من الأصل في 2015-07-09. اطلع عليه بتاريخ 16 juin 2015. {{استشهاد ويب}}: تحقق من التاريخ في: |تاريخ الوصول= و|تاريخ= (مساعدة).
30. ↑  "JO : l'Arabie saoudite a peut-être acheté ses chevaux pour rien". Rue89. 17 avril 2012. مؤرشف من الأصل في 2016-03-03. اطلع عليه بتاريخ 16 juin 2015. {{استشهاد ويب}}: تحقق من التاريخ في: |تاريخ الوصول= و|تاريخ= (مساعدة).
31. ↑  "Zorro Z vendu au Qatar". Grand Prix Replay. 11 août 2010. مؤرشف من الأصل في 2015-07-09. اطلع عليه بتاريخ 15 juin 2015. {{استشهاد ويب}}: تحقق من التاريخ في: |تاريخ الوصول= و|تاريخ= (مساعدة).
32. ↑  "Utascha euthanasiée". L'Éperon. 3 août 2015. مؤرشف من الأصل في 31 أغسطس 2021. {{استشهاد ويب}}: تحقق من التاريخ في: |تاريخ= (مساعدة)
33. ↑  "Sheikh Ali Al Thani : un cavalier « à suivre »". Cheval Savoir ع. 45. Juillet/Août-2013. مؤرشف من الأصل في 2018-10-05. اطلع عليه بتاريخ 15 juin 2015. {{استشهاد بدورية محكمة}}: تحقق من التاريخ في: |تاريخ الوصول= و|تاريخ= (مساعدة).
34. 1 2  "Sportif, pour un million de dollars, deviens qatari". France TV Info. 12 janvier 2012. مؤرشف من الأصل في 2021-07-30. اطلع عليه بتاريخ 15 juin 2015. {{استشهاد ويب}}: تحقق من التاريخ في: |تاريخ الوصول= و|تاريخ= (مساعدة).
35. ↑  "Longines Global Champions Tour à Monaco : le Grand Prix pour un cavalier du Qatar !". Cheval Savoir ع. 54. juin 2014. مؤرشف من الأصل في 2018-10-05. {{استشهاد بدورية محكمة}}: تحقق من التاريخ في: |تاريخ= (مساعدة).
36. ↑  "Equitation - Le Qatar décroche son ticket pour Rio 2016 !". Yahoo Sport. 23 février 2015. مؤرشف من الأصل في 2016-03-03. اطلع عليه بتاريخ 15 juin 2015. {{استشهاد ويب}}: تحقق من التاريخ في: |تاريخ الوصول= و|تاريخ= (مساعدة).
37. 1 2  الاتحاد, صحيفة (23 Aug 2011). "الخيل تحظى بتكريم القرآن وثناء الرسول". صحيفة الاتحاد (بar-AR). Archived from the original on 2021-08-31. Retrieved 2021-08-31.{{استشهاد ويب}}:  صيانة الاستشهاد: لغة غير مدعومة (link)
38. ↑  Byron Augustin; Rebecca A. Augustin (1997). Qatar. Enchantment of the world (بالإنجليزية). Children's Press. p. 101. ISBN:9780516203034..
39. ↑  After the Sheikhs: The Coming Collapse of the Gulf Monarchies (بالإنجليزية). Oxford University Press. 2013. p. 69-70. ISBN:9780199330645. {{استشهاد بكتاب}}: الوسيط |الأول= يفتقد |الأخير= (help).
40. ↑  Stéphane Mandard (7 أكتوبر 2013). "La princesse Haya, le bourrin et le venin de vipère". لو موند. مؤرشف من الأصل في 2021-04-12..
41. ↑  Yves Riou (Novembre 2013). "L'endurance : un conflit culturel ?". Cheval Savoir ع. 48. مؤرشف من الأصل في 2018-10-05. {{استشهاد بدورية محكمة}}: تحقق من التاريخ في: |تاريخ= (مساعدة).
42. ↑  "La Suisse dénonce le dopage de chevaux en courses d'endurance". Terre et Nature. 6 juin 2013. مؤرشف من الأصل في 2014-10-26. {{استشهاد ويب}}: تحقق من التاريخ في: |تاريخ= (مساعدة).
43. ↑  "Endurance : la FEI serre la vis". Cheval Magazine. 26 juin 2015. مؤرشف من الأصل في 2018-10-04. {{استشهاد ويب}}: تحقق من التاريخ في: |تاريخ= (مساعدة).
44. ↑  La vente de Kellemoi de Pepita - Equidia Life على يوتيوب.

## الملاحق

### مقالات ذات صلة
- اسطبلات الشقب
- محمد بن حمد بن خليفة آل ثاني

### روابط خارجية
- (بالإنجليزية) Qatar equestrian federation
- (بالإنجليزية) Qatar racing and equestrian club

### فهرس
- Jassim the Leader (بالإنجليزية). Profile Books. 2012. p. 224. ISBN:9781847659125. {{استشهاد بكتاب}}: الوسيط |الأول= يفتقد |الأخير= (help)
- Le Vilain Petit Qatar. Fayard. 2013. ص. 304. ISBN:9782213674186. {{استشهاد بكتاب}}: الوسيط |الأول= يفتقد |الأخير= (مساعدة) والوسيط |مؤلف2-الأول= يفتقد |مؤلف2-الأخير= (مساعدة)
- Mayrand، Lise (février 2014). "Qatar". Cheval Magazine ع. 507: 21. {{استشهاد بدورية محكمة}}: تحقق من التاريخ في: |تاريخ= (مساعدة)
- The Emergence Of Qatar (بالإنجليزية). Routledge. 2012. p. 256. ISBN:9781136753695. {{استشهاد بكتاب}}: الوسيط |الأول= يفتقد |الأخير= (help)
- Arabian Horses of Qatar (بالإنجليزية). Lannoo. 2002. ASIN:B00LV3BZXQ. {{استشهاد بكتاب}}: الوسيط |الأول= يفتقد |الأخير= (help) and الوسيط |مؤلف2-الأول= يفتقد |مؤلف2-الأخير= (help)